# Virginia Johnson
Virginia Eshelman Johnson (ur. 11 lutego 1925 w Springfield, w stanie Missouri, zm. 24 lipca 2013 w Saint Louis, w stanie Missouri) – amerykańska psycholog, znana jako członkini zespołu badawczego zajmującego się seksuologią. Razem z Williamem Mastersem była pionierką badań nad naturą ludzkiej reakcji seksualnej oraz diagnozowania i leczenia zaburzeń i dysfunkcji seksualnych. Masters i Johnson zdefiniowali seksualność jako cechę człowieka zdrowego.
Sformułowali oni następujące stwierdzenia:
1. Najważniejsze jest nastawienie obojga partnerów w kontekście ich małżeństwa, a terapeuci mają za zadanie pobudzanie przepływu świadomości uczuciowej pomiędzy nimi. Nie można leczyć jednego z małżonków osobno, ponieważ niesie to za sobą niebezpieczeństwo zniszczenia efektu terapeutycznego przez niezaangażowanie partnera, nierozumiejącego z początku problemu, a w końcu pod wpływem frustracji.
2. Niedobór seksualny w małżeństwie dotyczy obojga partnerów. Żadna z leczonych stron nie jest uprzywilejowana.
3. Leczenie skupia się na ustąpieniu niedoboru seksualnego i poprawie lub przywróceniu łączności pomiędzy mężem i żoną. Partnerzy z powodu lęku przed niepowodzeniem nie angażują się w pełni emocjonalnie we współżycie. Podczas współżycia podświadomie przyjmują postawę widza.
4. Głównym problemem małżonków jest kompleks wydolności. Mężczyzna mający zaburzenia wzwodu czuje niepokój, czy będzie w stanie utrzymać erekcję i koncentruje się głównie na tym, a nie na partnerce. Napięcie to ogarnia również żonę, której uwaga skupia się na erekcji partnera oraz na obawie, że jej postępowanie wzbudzi w nim niepokój albo zażenowanie. Prawdopodobnie w kompleks wydolności popada żona, która nie osiąga orgazmu. Zaczyna wtedy myśleć, że jest nieatrakcyjna dla płci przeciwnej, czuje się gorsza od innych. Mąż natomiast – zgodnie ze stereotypem, że odpowiada za doznania partnerki – zaczyna obwiniać za to siebie. Dzięki temu nie może spontanicznie i z przyjemnością angażować się.
5. Jednym z podstawowych problemów małżeństw z niedoborem seksualnym jest niepewność w sprawach seksualnych. Mąż i żona zaczynają się zastanawiać, czy ich reakcje seksualne są takie jak rówieśników. Terapeuci powinni modyfikować te nieprawdziwe poglądy i wyjaśniać błędne przekonania bez osądzania i krytykowania.[2]

Zanteresowania naukowe obejmowały również zaburzenia funkcji seksualnych, takie jak przewdczesny wytrysk, impotencja i pochwica. Kontrowersyjne badania i terapia konwersyjna homoseksualności wzbudzają wątpliwości etyczne. 